# Andersen & Martini
Andersen & Martini er en dansk børsnoteret bilforhandler grundlagt i 1939 som primært forhandler bilmærkerne Opel, Kia og Peugeot. Virksomheden er også importør af Cadillac og Chevrolet Corvette. Virksomheden har bilforhandlere og værksteder på syv lokationer i Storkøbenhavn med hovedsæde i Greve. Andersen & Martini er hovedsageligt familieejet med størstedelen af aktierne ejet af administrerende direktør Peter Hansen.

## Produkter
Andersen & Martini forhandler bilmærkerne Opel, Kia og Peugeot. Tidligere har virksomheden også solgt bl.a. Fiat og Saab og har derfor stadig autoriserede værksteder for disse mærker.[kilde mangler] Andersen & Martini åbnede i 2017 et officielt Tesla-skadescenter og en brugtvognsforhandler med premiumbiler i Greve. 